# Julius Friedländer (Antiquar)
Julius Friedländer (* 25. April 1827 in Berlin; † 4. November 1882 ebenda) war ein deutscher Buchhändler und Antiquar.

## Leben
Friedländer war der älteste Sohn des Berliner Antiquars Raphael Friedländer, der 1828 ein eigenes Geschäft eröffnet hatte. Er besuchte das Gymnasium zum Grauen Kloster, studierte Mathematik an der Berliner Universität und promovierte mit einer Arbeit über die Konvergenz der trigonometrischen Reihen, die er auf Englisch drucken ließ. Anschließend verließ er Deutschland und bemühte sich mit einer Empfehlung von Alexander von Humboldt um eine Dozentenstelle in den USA. Dies misslang und er kehrte nach dem Tod seines Vaters 1853 nach Berlin zurück. Dort übernahm er dessen Geschäft, das er erheblich erweiterte und auf Naturwissenschaften spezialisierte. Eine Spezialität waren die Ankäufe großer Nachlässe bedeutender Gelehrten. Namentlich einige der großen amerikanischen Bibliotheken gehörten wiederum zu seinen festen Kunden.
Friedländers Antiquariat galt schließlich als eines der bedeutendsten in Deutschland.
Nicht verwandt mit ihm waren der Musikalienverleger Julius Friedländer und der Numismatiker Julius Friedländer.

## Schriften (Auswahl)
- General Investigation of the convergence of trigonometric series into which Arbitrary functions are expanded and some new applications of the same, Berlin 1853 (Dissertation)